# Мішель Вашеро
Мішель Вашеро (фр. Michel Vacherot, 12 листопада 1864, Париж, Франція - 22 березня 1959, Марсель, Франція) - французький тенісист молодший брат Андре Вашеро, переможець Відкритого чемпіонаті Франції з тенісу 1902 року.

## Фінали турнірів Великого шолома
| Статус     | Рік  | Турнір               | Покриття | Суперник у фіналі | Рахунок у фіналі |
| Переможець | 1902 | French Championships | Трава    | Макс Декюжі       | 6–4, 6–2         |